# Дочка короля
Дочка короля (англ. The King's Daughter), раніше Місяць та Сонце (англ. The Moon and the Sun) — американо-китайський пригодницький бойовик у жанрі фентезі режисера Шона Макнамари, оснований на романі Вонди Макінтайр «Місяць і Сонце» (1997).

## Сюжет
«Король-сонце» Людовік XIV вирішив у пошуках вічного життя відправити на пошуки русалки кількох авантюристів, проте на шляху шалених планів короля встають вартовий русалки та 18-річна дочка самого Людовіка.

## У ролях
- Пірс Броснан — Людовік XIV
- Кая Скоделаріо — Марія-Жозефа
- Бенджамін Вокер — Ів де ла Круа
- Вільям Герт — Пер Лашез
- Рейчел Гріффітс — абати́са
- Фань Бінбін — русалка
- Пабло Шрайбер — доктор Лабарт
- Кристал Кларк — Магалі
- Джулі Ендрюс — оповідачка

## Виробництво
Фільм оснований на романі Вонди Макінтайр «Місяць і Сонце» (1997). Найраніші плани екранізації роману відносяться до 1999 року, коли продюсер Майкл Лондон збирався отримати права на екранізацію. Лондон заявляв, що його зачепило «дивне зіставлення цілком уявної істоти реаліями історичного світу». Він запропонував фільм студії Jim Henson Pictures щоб була можливість випустити роботу через кінокомпанію The Jim Henson Company. Після того, як Sony розірвала контакт із Jim Henson Company, а Jim Henson Pictures була закрита, виробництво було відкладено доти, поки продюсер Білл Механік не приєднався до виробництва і не відновив роботу над фільмом спільно з Walt Disney Pictures після підписання п'ятирічного контракту з компанією у грудні 2001 року. Механік планував, що підготовка до знімання фільму розпочнеться на початку 2002 року; на головну роль була обрана Наталі Портман, сценаристом повинен був стати Джеймс Шеймус, а Грегорі Хобліт, можливо, зайняв би пост режисера. Jim Henson Company як і раніше мала спродюсувати фільм.
На роль Людовіка XIV був обраний Пірс Броснан, на роль русалки Фань Бінбін, а на роль Пер-Лашеза Біл Наї. Наї вибув із фільму через конфлікт у розкладі та був замінений Вільямом Гертом за кілька тижнів до початку зйомок. Механік, який на той момент все ще працював над фільмом, також переглянув сценарій спільно з Баррі Берманом і Рональдом Бассом. Китайська кінокомпанія Kylin Films інвестувала в цей фільм 20,5 мільйона доларів, що зробило його найбільшим фінансовим внеском Китаю в нестудійний фільм, знятий за межами країни. У червні 2020 року було оголошено, що на роль оповідача у фільмі обрано Джулі Ендрюс.
Основне знімання розпочали на початку квітня 2014 року у французькому Версалі. Після двотижневого знімання у Франції виробництво перемістилося до Австралії на студію Docklands Studios Melbourne у Мельбурні. Знімання в Мельбурні почали 23 квітня і вели на самій студії та її околицях. З 6 по 8 травня знімання відбувалося в гавані Мельбурна на вітрильному судні Enterprize для сцен, що відбуваються на борту корабля в Північному морі штормовою ніччю 1648. 2 травня 2014 року було знято сцени в Мельбурнському університеті, який став декорацією для Версальського абатства. Знімання в Австралії завершили наприкінці травня 2014.

## Прем'єра
15 серпня 2014 року Paramount Pictures оголосила дату виходу фільму 10 квітня 2015 року, тоді як міжнародний реліз мав здійснюватися Good Universe. Усього за три тижні до того, як фільм мав вийти у широкий прокат, Paramount скасувала проєкт, не вказавши дату виходу на майбутнє. Джерело, близьке до творців фільму, стверджувало, що для завершення роботи зі спецефектами потрібно більше часу. Пізніше фільм, який спочатку мав назву «Місяць і Сонце», був перейменований на «Дочку короля», і 1 червня 2020 року компанія Arclight Films отримала дистриб'юторські права під час віртуального заходу в Каннах у 2020 році. Проте вже в жовтні 2021 року було оголошено, що Gravitas Ventures придбала права на розповсюдження фільму та його випуск 21 січня 2022.